# جون نيويل
جون نيويل (بالإنجليزية: John Newell)‏ هو لاعب كرة قاعدة أمريكي، ولد في 14 يناير 1868 في ويلمنغتون في الولايات المتحدة، وتوفي بنفس المكان في 23 يناير 1919.

## وصلات خارجية
- جون نيويل على موقع أرشيف الشارخ.
- جون نيويل على موقعبيزبول رفرنس.كوم (الدوري الرئيسي) (الإنجليزية)
- جون نيويل على موقعبيزبول رفرنس.كوم (الدوري الثانوي) (الإنجليزية)